# Jour de fête (Tchekhov)
Pour l’article homonyme, voir Jour de fête.
Jour de fête (Именины) est une nouvelle de trente six pages d'Anton Tchekhov. (en russe : Imeniny). Il l'a écrite pendant son séjour campagnard à Louka.

## Historique
Jour de fête est initialement publiée dans la revue russe Le Messager du nord, numéro 11, du 1er novembre 1888.  

## Résumé
C’est le jour de la fête du magistrat Piotr. Il y a un banquet organisé chez lui. Sa femme Olga, enceinte de sept mois, profite d’une pause entre les plats pour s’isoler dans le jardin.

Elle n’en peut plus, le corset qu’elle a mis pour dissimuler sa grossesse la fait souffrir, le service qui traine en longueur, les tensions à table à cause des opinions politiques de Piotr, l’arrogance de Piotr envers les invités, la chaleur... Ici, au fond du jardin, elle se sent détendue, mais deux voix approchent.

C’est Piotr avec Liouba Schoeller, une ravissante jeune fille de dix-sept ans. Olga se cache pour espionner son mari. Rien d’inquiétant, sinon la lassitude d’un homme rongé d’inquiétude du fait qu’on lui intente un procès, et qui essaie de faire bonne figure devant tous, y compris sa femme, ce qui exaspère Olga.
Olga rejoint le banquet. Il est dix huit heures. Nous sommes à la moitié des festivités : on a commencé à la mi-journée, et les derniers invités partiront vers minuit. Il faut tenir, se faire voir des invités, faire une remarque à tel jeune homme, applaudir quand tel autre joue au piano, organiser le thé, et le tour en barque. C’est de plus en plus difficile pour elle de faire semblant.
Voilà minuit, elle va se coucher. Piotr la rejoint. Elle lui fait une scène et lui jette à la figure : « tu me hais parce que je suis plus riche que toi », parole qu’elle regrette immédiatement quand elle voit Piotr désemparé. Elle sent des contractions, elle va accoucher. Deux docteurs arrivent. Cela se passe mal, l’enfant est mort. Piotr est désemparé ; Olga, indifférente. 

## Extraits
- Olga en regardant Piotr : « Que lui dire ? songea-t-elle. Je vais lui dire que le mensonge est comme une forêt, plus on s’y enfonce, plus il est difficile d’en sortir. »
- « Olga parlait sans arrêt. Elle savait d’expérience que, lorsqu’on a à s’occuper d’invités, il est bien plus facile et commode de parler que d’écouter. »
- « Personne ne comprenait que toutes ces petites choses était un martyr pour la maîtresse de maison. D’ailleurs il eût été difficile de comprendre car elle ne cessait de sourire d’un air affable et de dire des riens.»

## Édition française
- Jour de fête, traduit par Édouard Parayre, Bibliothèque de la Pléiade, éditions Gallimard, 1970  (ISBN 2 07 010550 4).